# Parodia (botanica)
Parodia  Speg., 1923 è un genere di piante della famiglia delle Cactaceae, originario del Sud America.
Il genere creato nel 1925 dal botanico italiano C. Spiegazzini, non prende il nome (come spesso erroneamente affermato) dal collega argentino Lorenzo Raimundo Parodi (1895–1966), ma è dedicato al farmacista argentino Domingo Parodi, suo datore di lavoro quando Spiegazzini arrivò in Argentina.

## Tassonomia

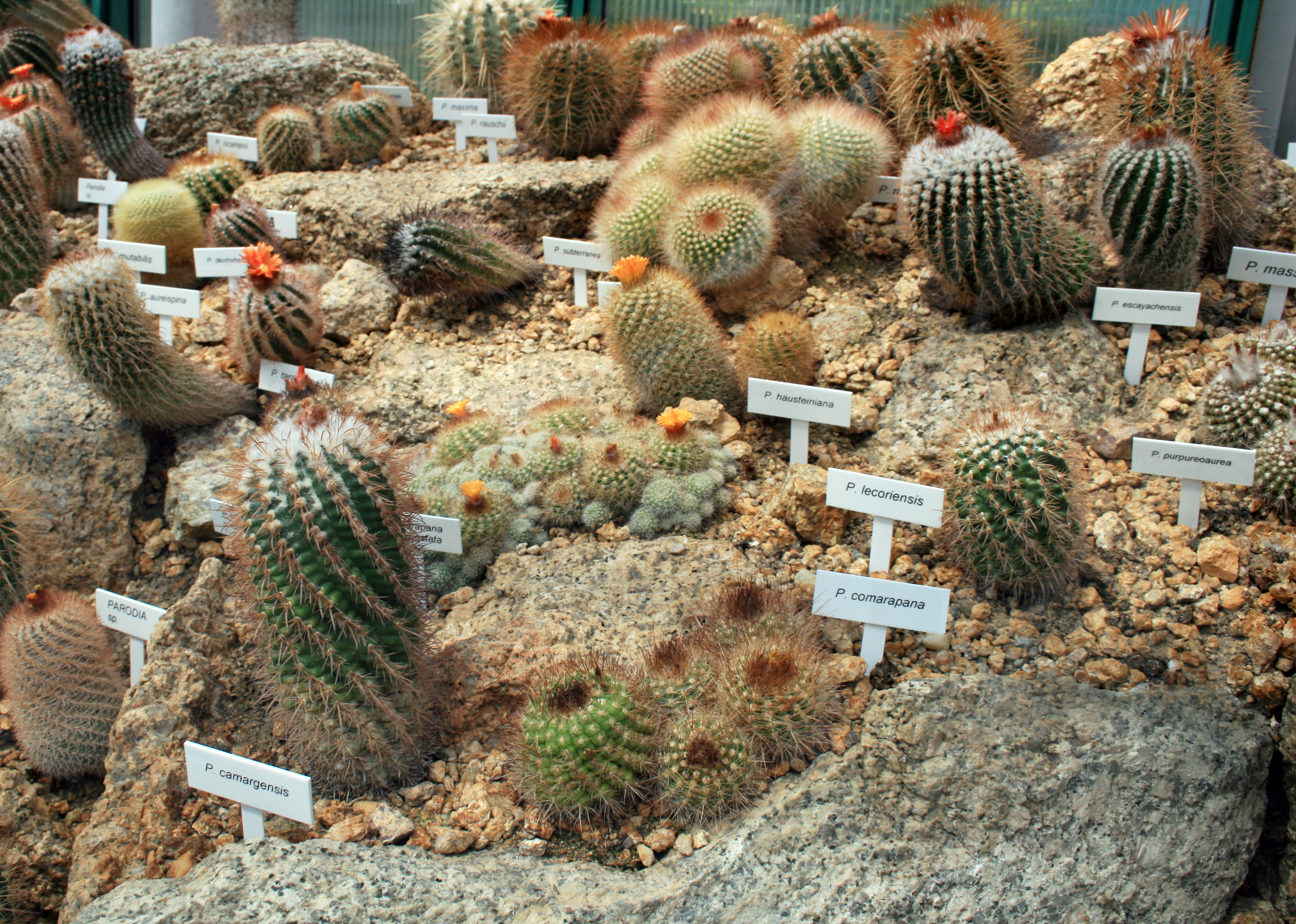
Parodia spp.

Il genere comprende le seguenti specie:
- Parodia alacriportana Backeb. & Voll
- Parodia allosiphon (Marchesi) N.P.Taylor
- Parodia aureicentra Backeb.
- Parodia ayopayana Cárdenas
- Parodia buiningii (Buxb.) N.P.Taylor
- Parodia calvescens (N.Gerloff & A.D.Nilson) Anceschi & Magli
- Parodia carambeiensis (Buining & Brederoo) Hofacker
- Parodia chrysacanthion (K.Schum.) Backeb.
- Parodia claviceps (F.Ritter) F.H.Brandt
- Parodia columnaris Cárdenas
- Parodia comarapana Cárdenas
- Parodia commutans F.Ritter
- Parodia concinna (Monv.) N.P.Taylor
- Parodia crassigibba (F.Ritter) N.P.Taylor
- Parodia curvispina (F.Ritter) D.R.Hunt
- Parodia diersiana Jucker
- Parodia erinacea (Haw.) N.P.Taylor
- Parodia × erubescens (Osten) D.R.Hunt
- Parodia formosa F.Ritter
- Parodia fusca (F.Ritter) Hofacker & P.J.Braun
- Parodia gaucha M.Machado & Larocca
- Parodia gibbulosoides F.H.Brandt
- Parodia haselbergii (Haage ex Rümpler) F.H.Brandt
- Parodia hausteiniana Rausch
- Parodia hegeri Diers, Krahn & Beckert
- Parodia herteri (Werderm.) N.P.Taylor
- Parodia horrida F.H.Brandt
- Parodia horstii (F.Ritter) N.P.Taylor
- Parodia ibicuiensis (Prestlé) Anceschi & Magli
- Parodia langsdorfii (Lehm.) D.R.Hunt
- Parodia larapuntensis Diers & Jucker
- Parodia lenninghausii (F.Haage) F.H.Brandt ex Eggli & Hofacker
- Parodia linkii (Lehm.) R.Kiesling
- Parodia maassii (Heese) A.Berger
- Parodia magnifica (F.Ritter) F.H.Brandt
- Parodia mairanana Cárdenas
- Parodia mammulosa (Lem.) N.P.Taylor
- Parodia microsperma (F.A.C.Weber) Speg.
- Parodia mueller-melchersii (Fric ex Backeb.) N.P.Taylor
- Parodia muricata (Link & Otto ex Pfeiff.) Hofacker
- Parodia neoarechavaletae (Havlícek) D.R.Hunt
- Parodia neobuenekeri (F.Ritter) Anceschi & Magli
- Parodia neohorstii N.P.Taylor
- Parodia nigrispina (K.Schum.) F.H.Brandt
- Parodia nivosa Backeb.
- Parodia nothorauschii D.R.Hunt
- Parodia ocampoi Cárdenas
- Parodia otaviana Cárdenas
- Parodia ottonis (Lehm.) N.P.Taylor
- Parodia oxycostata (Buining & Brederoo) Hofacker
- Parodia prestoensis F.H.Brandt
- Parodia procera F.Ritter
- Parodia rechensis (Buining) F.H.Brandt
- Parodia ritteri Buining
- Parodia schumanniana (Nicolai) F.H.Brandt
- Parodia schwebsiana (Werderm.) Backeb.
- Parodia scopa (Spreng.) N.P.Taylor
- Parodia stockingeri (Prestlé) Hofacker & P.J.Braun
- Parodia stuemeri (Werderm.) Backeb.
- Parodia subterranea F.Ritter
- Parodia taratensis Cárdenas
- Parodia tenuicylindrica (F.Ritter) D.R.Hunt
- Parodia tuberculata Cárdenas
- Parodia warasii (F.Ritter) F.H.Brandt
- Parodia werdermanniana (Herter) N.P.Taylor

## Coltivazione

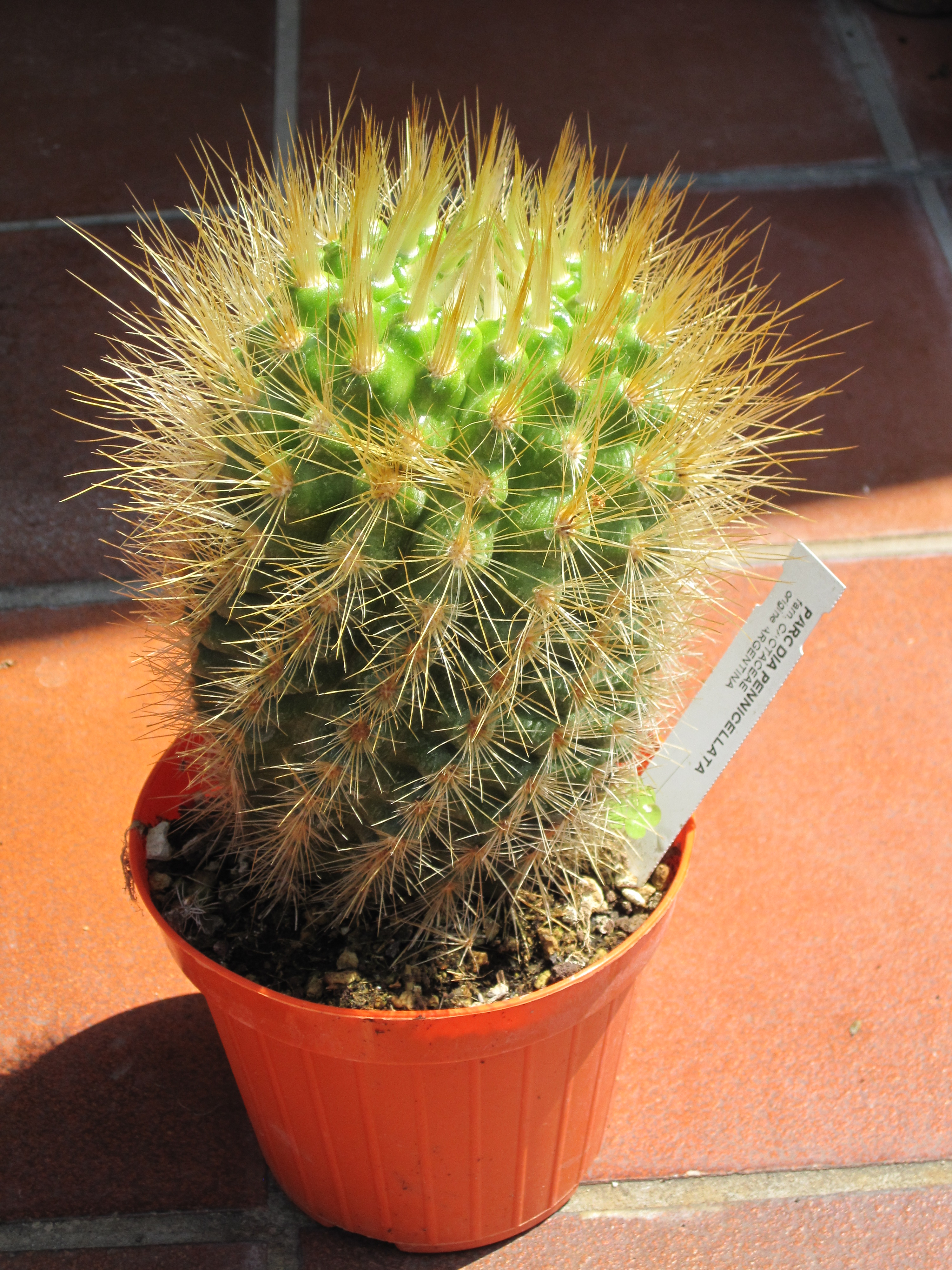
Parodia penicillata

La coltivazione della Parodia richiede vasi molto piccoli e un terriccio molto poroso composto da terra concimata e almeno una quinta parte di sabbia molto grossolana in modo da permettere un buon drenaggio.
La pianta va esposta nella posizione più assolata possibile, le innaffiature andranno fatte da marzo a ottobre, solo quando la terra appare asciutta, e andranno completamente sospese nel periodo invernale in modo da permettere alla pianta un buon riposo che le consentirà un'ottima fioritura. La temperatura nel periodo invernale non dovrà essere inferiore ai 4 °C.
La moltiplicazione avviene per seme in quanto la pianta non produce polloni. Il seme, che è piccolissimo, va leggermente premuto su una base di sabbia sottile che andrà mantenuta umida e in posizione ombrosa ad una temperatura di 21 °C.. I semi, di crescita molto lenta, impiegheranno un anno a raggiungere una grandezza adeguata per poterli invasare.

## Voci correlate

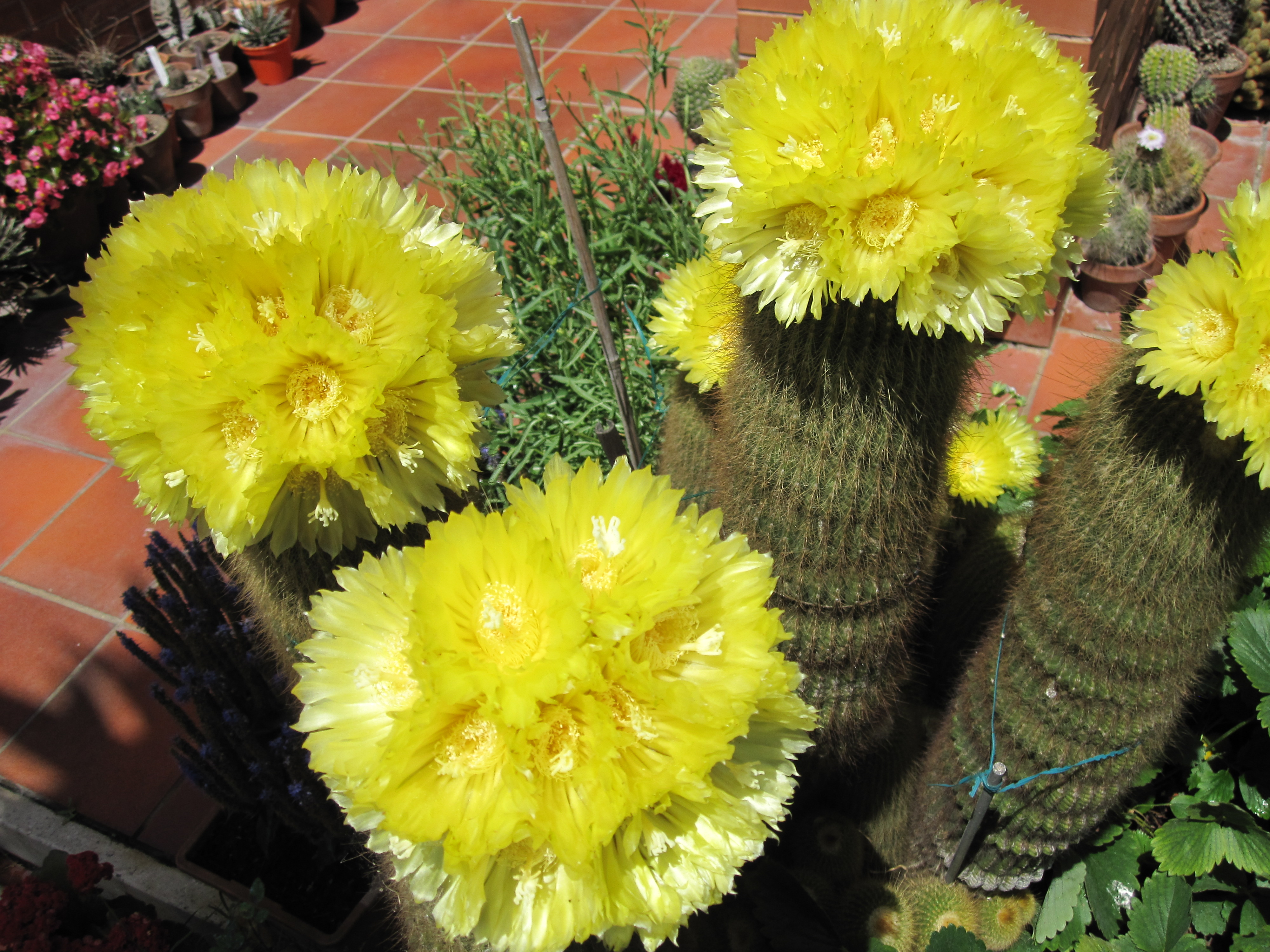
Parodia leninghausii in fiore